# Poziv na ples
Poziv na ples je kompilacija hitova sastava Novi fosili.

## Popis pjesama
A strana
1. "Ja sam za ples" - 2:30
2. "Saša" - 4:10
3. "Još te volim" - 3:15
4. "Šu – šu" - 3:37
5. "Ma nemoj" - 2:47
6. "Moj prijatelj Anu ljubi" - 3:20

B strana
1. "Jedna suza" - 3:10
2. "Putuj sretno" - 2:36
3. "Milena" - 3:42
4. "Mario" - 3:20
5. "Za dobra, stara vremena" - 3:52
6. "Bobi No. 1" - 2:50